# P.A. Works
P.A. Works Co., Ltd. (株式会社ピーエーワークス Kabushiki-gaisha Pī Ē Wākusu?, abreviado de Progressive Animation Works) es un estudio de animación japonés establecida el 10 de noviembre de 2000 y está localizado en Nanto, Toyama (Toyama), Japón.

## Historia
El presidente y fundador de la compañía es Kenji Horikawa. Una vez trabajó para Tatsunoko Production, Production I.G,y Bee Train. Antes de crear P.A Works en 2000. Las oficinas principales están ubicadas en Toyama (Toyama), Japón, que es donde el dibujo y la fotografía digital se llevará a cabo, y la producción y la dirección se lleva a cabo en su oficina en Tokio. La compañía también está involucrado con la animación en los videojuegos, junto con la colaboración en el pasado con Production I.G y Bee Train con el anime. En invierno de 2008, P.A. produjo True Tears, su primera serie de anime como el estudio de animación principal implicado en el proceso de producción.

## Obras

### Series de televisión
| Año  | Título                                     | Director(es)                     | Fecha de primera transmisión | Fecha de última transmisión | Eps. | Notas                                                                                                 | Refs.                |
| ---- | ------------------------------------------ | -------------------------------- | ---------------------------- | --------------------------- | ---- | --- | -------------------- |
| 2008 | True Tears                                 | Junji Nishimura                  | 6 de enero de 2008           | 30 de marzo de 2008         | 13   | Adaptación de la novela visual desarrollada por La'cryma                                              |                      |
| 2009 | Canaan                                     | Masahiro Andō                    | 4 de julio de 2009           | 26 de septiembre de 2009    | 13   | Secuela de un escenario de la novela visual 428: Shibuya Scramble desarrollada por Type-Moon          |                      |
| 2010 | Angel Beats!                               | Seiji Kishi                      | 3 de abril de 2010           | 26 de junio de 2010         | 13   | Historia original Historia originalmente concebida por Jun Maeda                                      |                      |
| 2011 | Hanasaku Iroha                             | Masahiro Andō                    | 3 de abril de 2011           | 25 de septiembre de 2011    | 26   | Historia original Historia originalmente concebida por Mari Okada                                     |                      |
| 2012 | Another                                    | Tsutomu Mizushima                | 10 de enero de 2012          | 27 de marzo de 2012         | 12   | Adaptación de la novela ligera escrita e ilustrada por Yukito Ayatsuji                                |                      |
| 2012 | Tari Tari                                  | Masakazu Hashimoto               | 1 de julio de 2012           | 23 de septiembre de 2012    | 13   | Historia original Historia originalmente concebida por Evergreen                                      |                      |
| 2013 | RDG: Red Data Girl                         | Toshiya Shinohara                | 16 de marzo de 2013          | 1 de junio de 2013          | 12   | Adaptación de la novela ligera escrita por Noriko Ogiwara e ilustrada por Komako Sakai                |                      |
| 2013 | Uchōten Kazoku                             | Masayuki Yoshihara               | 7 de julio de 2013           | 29 de septiembre de 2013    | 13   | Adaptación de la novela ligera escrita por Tomihiko Morimi                                            |                      |
| 2013 | Nagi no Asukara                            | Toshiya Shinohara                | 3 de octubre de 2013         | 3 de abril de 2014          | 26   | Historia original Historia originalmente concebida por Mari Okada                                     |                      |
| 2014 | Glasslip                                   | Junji Nishimura                  | 3 de julio de 2014           | 25 de septiembre de 2014    | 13   | Historia original                                                                                     |                      |
| 2014 | Shirobako                                  | Tsutomu Mizushima                | 9 de octubre de 2014         | 26 de marzo de 2015         | 24   | Historia original                                                                                     |                      |
| 2015 | Charlotte                                  | Yoshiyuki Asai                   | 4 de julio de 2015           | 26 de septiembre de 2015    | 13   | Historia original Historia originalmente concebida por Jun Maeda                                      |                      |
| 2016 | Haruchika: haruta to chika wa seishun suru | Masakazu Hashimoto               | 6 de enero de 2016           | 24 de marzo de 2016         | 12   | Adaptación de la novela ligera escrita por Sei Hatsuno                                                |                      |
| 2016 | Kuromukuro                                 | Tensai Okamura                   | 7 de abril de 2016           | 29 de septiembre de 2016    | 26   | Historia original                                                                                     |                      |
| 2017 | Sakura Quest                               | Soichi Masui                     | 5 de abril de 2017           | 20 de septiembre de 2017    | 25   | Historia original Historia originalmente concebida por Alexandre S. D. Celibidache                    |                      |
| 2017 | Uchōten Kazoku 2                           | Masayuki Yoshihara               | 9 de abril de 2017           | 25 de junio de 2017         | 12   | Secuela de Uchōten Kazoku                                                                             |                      |
| 2018 | Uma Musume: Pretty Derby                   | Kei Oikawa                       | 2 de abril de 2018           | 18 de junio de 2018         | 13   | Basado en el videojuego para smatphones desarrollado por Cygames                                      |                      |
| 2018 | Tenrou: Sirius the Jaeger                  | Masahiro Andō                    | 12 de julio de 2018          | 27 de septiembre de 2018    | 12   | Historia original                                                                                     |                      |
| 2018 | Irozuku Sekai no Ashita kara               | Toshiya Shinohara                | 6 de octubre de 2018         | 29 de diciembre de 2018     | 13   | Historia original                                                                                     |                      |
| 2019 | Fairy Gone (Parte 1)                       | Kenichi Suzuki                   | 7 de abril de 2019           | 23 de junio de 2019         | 12   | Historia original                                                                                     | [ 3 ]                |
| 2019 | Fairy Gone (Parte 2)                       | Kenichi Suzuki                   | 7 de octubre de 2019         | 23 de diciembre de 2019     | 12   | Secuela de Fairy Gone (Parte 1)                                                                       |                      |
| 2020 | A3!                                        | Keisuke Shinohara Masayuki Sakoi | 14 de enero de 2020          | 29 de diciembre de 2020     | 24   | Basado en el videojuego para smatphones desarrollado por Liber Entertainment Coproducción junto a 3Hz | [ 4 ]                |
| 2020 | Appare-Ranman!                             | Masakazu Hashimoto               | 10 de abril de 2020          | 25 de septiembre de 2020    | 13   | Historia original                                                                                     | [ 5 ]                |
| 2020 | Kami-sama ni Natta Hi                      | Yoshiyuki Asai                   | 11 de octubre de 2020        | 27 de diciembre de 2020     | 12   | Historia original Historia originalmente concebida por Jun Maeda                                      | [ 6 ]                |
| 2021 | Shiroi Suna no Aquatope                    | Toshiya Shinohara                | 9 de julio de 2021           | 17 de diciembre de 2021     | 24   | Historia original                                                                                     | [ 7 ]                |
| 2022 | Paripi Kōmei                               | Osamu Honma                      | 5 de abril de 2022           | 21 de junio de 2022         | 12   | Adaptación del manga escrito por Yuto Yotsuba e ilustrado por Ryō Ogawa.                              | [ 8 ]                |
| 2022 | Akiba Maid Sensou                          | Sōichi Masui                     | 7 de octubre de 2022         | 23 de diciembre de 2022     | 12   | Proyecto en colaboración con Cygames. Historia original.                                              | [ 9 ]                |
| 2023 | Buddy Daddies                              | Yoshiyuki Asai                   | 7 de enero de 2023           | 1 de abril de 2023          | 12   | Historia original                                                                                     | [ 10 ]               |
| 2023 | Skip to Loafer                             | Kotomi Deai                      | 4 de abril de 2023           | 20 de junio de 2023         | 12   | Basado en el manga de Misaki Takamatsu                                                                | [ 11 ]               |
| 2024 | Tensui no Sakuna Hime                      | Masayuki Yoshihara               | 6 de julio de 2024           | 28 de septiembre de 2024    | 13   | Basado en el videojuego desarrollado por Edelweiss.                                                   | [ 12 ] [ 13 ]        |
| 2024 | Nanare Hananare                            | Kōdai Kakimoto                   | 7 de julio de 2024           | 22 de septiembre de 2024    | 12   | Proyecto en colaboración con DMM.com. Historia original                                               | [ 14 ] [ 15 ] [ 16 ] |
| 2024 | Mayonaka Punch                             | Shū Honma                        | 8 de julio de 2024           | 23 de septiembre de 2024    | 12   | Historia original.                                                                                    | [ 17 ] [ 18 ]        |
| 2025 | Hibi wa Sugiredo Meshi Umashi              | Shinya Kawatsura Yū Harumi       | 13 de abril de 2025          | 29 de junio de 2025         | 12   | Historia original.                                                                                    | [ 19 ] [ 20 ]        |
| 2025 | Mikadono-san Shimai wa Angai, Choroi.      | Tadahito Matsubayashi            | 10 de julio de 2025          | —                           | —    | Adaptación del manga escrito e ilustrado por Aya Hirakawa.                                            | [ 21 ] [ 22 ] [ 23 ] |
| 2025 | Towa no Yūgure                             | Naokatsu Tsuda                   | Octubre de 2025              | —                           | —    | Historia original.                                                                                    | [ 24 ]               |
| —    | Skip to Loafer 2nd Season                  | Kotomi Deai                      | —                            | —                           | —    | Secuela de Skip to Loafer.                                                                            | [ 25 ] [ 26 ]        |

### Películas
| Año  | Título                                                  | Director(es)       | Duración | Notas                                                           | Refs.  |
| ---- | ------------------------------------------------------- | ------------------ | -------- | --------------------------------------------------------------- | ------ |
| 2009 | Layton Kyouju to Eien no Utahime                        | Masakazu Hashimoto | 99m      | Adaptación del videojuego                                       |        |
| 2013 | Hanasaku Iroha: Home Sweet Home                         | Masahiro Andō      | 66m      | Secuela de Hanasaku Iroha                                       |        |
| 2018 | Sayonara no Asa ni Yakusoku no Hana wo Kazarou          | Mari Okada         | 115m     | Historia original                                               | [ 27 ] |
| 2020 | Shirobako Movie                                         | Tsutomu Mizushima  | 120m     | Secuela de Shirobako                                            |        |
| 2023 | Komada: A Whisky Family                                 | Masayuki Yoshihara | 91m      | Historia original                                               |        |
| 2025 | Gekijōban Project Sekai: Kowareta Sekai to Utaenai Miku | Hiroyuki Hata      | 105m     | Adaptación del videojuego para smartphones de Colorful Palette. | [ 28 ] |
| 2025 | Fushigi no Kuni de Alice to -Dive in Wonderland-        | Toshiya Shinohara  | —        | Adaptación de la novela escrita por Lewis Carroll.              | [ 29 ] |